# Voice of 11PM
Voice of 11PMは、2008年9月8日から2009年3月27日までニッポン放送「銀河に吠えろ!宇宙GメンTAKUYA」の箱番組として放送されていたラジオドラマ。月曜から金曜の23時頃に放送。

## 概要
放送時間は約10分間。月曜から金曜まで毎日11時過ぎに放送され、5話完結の作品と1話完結の作品とがある。1話完結の作品であってもその週の5回分は同じ出演者と脚本家が担当。出演者はセブンティーンモデルが多数起用されている。作品によるが基本的には台詞が少なく、ラジオドラマというよりもモノローグドラマの形をとっている。

## ラインナップ
1. 「バイト・オン・ザ・プラネット」2008年9月8日～12日（出演：波瑠 脚本：北阪真人）
2. 「先生とあたし」2008年9月15日～19日（出演：佐藤ありさ 脚本：水野麻里）
3. 「ヒロイン」2008年9月22日～26日（出演：桐谷美玲 脚本：鮫島りお）
4. 「行き先のない言葉」2008年9月29日～10月3日（出演：石橋杏奈 脚本：三枝玄樹）
5. 「秘密の花園」2008年10月6日～10日（出演：鈴木凛 脚本：北坂真人）
6. 「大人になるって」2008年10月13日～17日（出演：大政絢 脚本：水野麻里）
7. 「虚しさと美容院」2008年10月20日～24日（出演：有末麻祐子 脚本：鮫島りお）
8. 「4号車のあいつ」2008年10月27日～31日（出演：はねゆり 脚本：三枝玄樹）
9. 日替わりストーリー（月「フェイク」火「コピー」水「サムウェイ」木「ミッシング」金「リアル」）2008年11月3日～7日（出演：石橋杏奈 脚本：橋詰真美）
10. 日替わりストーリー（月「にわか雨」火「ブーツの体温」水「ピアスとカラー」木「袖とオーラ」金「うさぎに囁いて」）2008年11月10日～14日（出演：波瑠 脚本：鮫島りお）
11. 「マジックミラーガール」2008年11月17日～21日（出演：清水富美加 脚本：宮沢一彰）
12. 「ラストチャンス」2008年11月24日～28日（出演：佐藤ありさ 脚本：三枝玄樹）
13. 「万引きごっこ」2008年12月1日～5日（出演：鈴木凛 脚本：水野麻里）
14. 「恋するクラゲ」2008年12月8日～12日（出演：桐谷美玲 脚本：北坂正人）
15. 日替わりストーリー（月火「まな板にリボン」水「紙袋でやっこさん」木「恋をゴックン」金「みんなのクリスマス」）2008年12月15日～19日（出演：有末麻祐子 脚本：鮫島りお）
16. 「クリスマスデビュー」2008年12月22日～26日（出演：葵 脚本：橋詰真美）
17. 「そして年が明けた」2008年12月29日～2009年1月2日（出演：はねゆり 脚本：三枝玄樹）
18. 「チームメイト」2009年1月5日～9日（出演：大政絢 脚本：水野麻里）
19. 「セドナの神様」2009年1月12日～16日（出演：佐藤ありさ 脚本：北阪真人）
20. 日替わりストーリー（月「お一人様」火「解けない暗算」水「憧れの人」木「メイクザレッスン」金「まつ毛に宇宙」）2009年1月19日～23日（出演：石橋杏奈 脚本：鮫島りお）
21. 「美雪の調査報告」2009年1月26日～30日（出演：波瑠 脚本：水野麻里）
22. 「チョコからボタン」2009年2月2日～6日（出演：葵 脚本：橋詰真美）
23. 「観覧車」2009年2月9日～13日（出演：鈴木凛 脚本：三枝玄樹）
24. 「女子高生の恐怖伝説 コワイライトゾーン」2009年2月16日～20日（出演：はねゆり 脚本：鈴木しげき）
25. 「ミュージカル」2009年2月23日～27日（出演：佐藤ありさ 脚本：鮫島りお）
26. 「春一番」2009年3月2日～6日（出演：有末麻祐子 脚本：水野麻里）
27. 「さよなら階段」2009年3月9日～13日（出演：大政絢 脚本：澤井雪枝）
28. 日替わりストーリー（月火「ダブルバースデー」水「ハンドクリーム」木「彼氏の名前」金「ビー玉の行方」）2009年3月16日～20日（出演：波瑠 脚本：鮫島りお）
29. 「キミの味方」2009年3月23日～27日（出演：鈴木凜 脚本：北阪真人）